# Montzen
Montzen ist ein Ort mit rund 3000 Einwohnern in der wallonischen Provinz Lüttich im östlichen Belgien in der Euregio Maas-Rhein. Seit der Gemeindefusion von 1977 ist Montzen ein Teil der belgischen Flächengemeinde Plombières. Die Postleitzahl ist 4850. Nachbarorte sind Lontzen, Welkenraedt und Kelmis.

## Geschichte
Montzen ist eines der älteren ländlichen Zentren des Herver Landes. Die erste urkundliche Erwähnung stammt vom 21. April 1076, als König Heinrich IV. die Vogteien Lontzen, Walhorn und Mesch (bei Montzen) dem Marienstift in Aachen schenkte. Die Hochbank Montzen war bis 1795 eines der fünf Verwaltungszentren im Herzogtum Limburg.
Montzen war von 1940 bis 1944 mit den  ostbelgischen Gebieten Eupen-Malmedy und St. Vith dem Deutschen Reich angeschlossen.

## Tourismus
Die St. Stephanuskirche wurde 1780 erbaut.
Sehenswert ist die Wasserburg Streversdorp, deren Anfänge auf das 13. Jahrhundert zurückgehen. Von hier stammte der Freiherr Caspar Anton van der Heyden, der kurkölnische Premierminister, der später in den Grafenstand erhoben wurde und sich fortan Caspar Anton von Belderbusch nannte. Nach dieser Ernennung bezeichnete der Volksmund den Adelssitz als „Schloss Graf“. Das ebenfalls der Familie gehörende, Schloss Belderbusch, welches sich in direkter Nähe der Bahnanlagen befand, wurde im Zweiten Weltkrieg durch den Volltreffer einer Fliegerbombe zerstört. Neben der Burg Streversdorp sind heute Forellenweiher für Freizeitangler angelegt. 
Erwähnenswert ist ferner die Wasserburg Haus Broich bzw. das Kasteel Broich, vor 1796 Sitz der gleichnamigen Grundherrschaft und bis 1913 sowie erneut seit 1963 im Besitz der Barone von Broich.

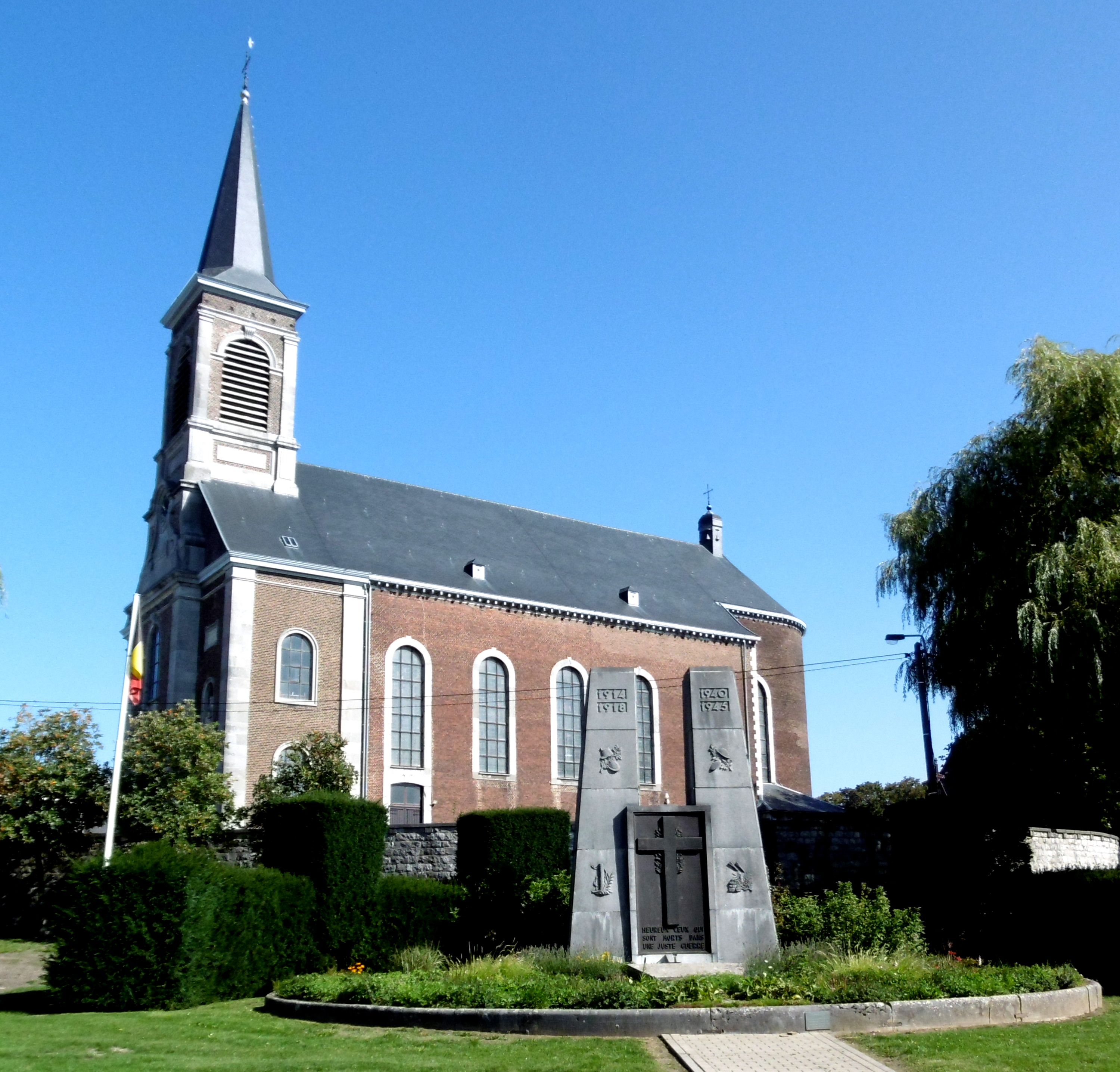
St. Stephanus mit Weltkriegs-Gedenkstätte
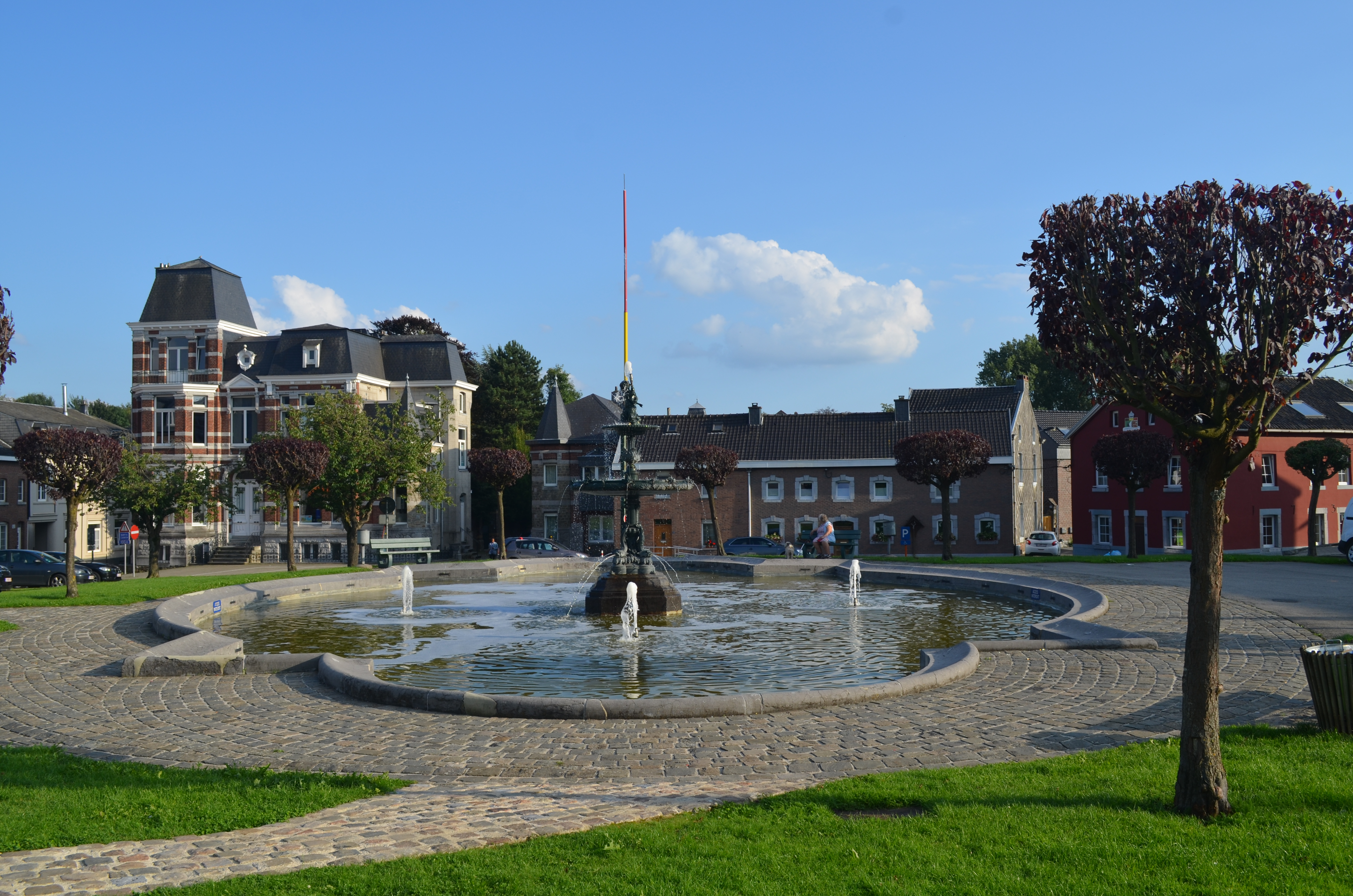
Place communale
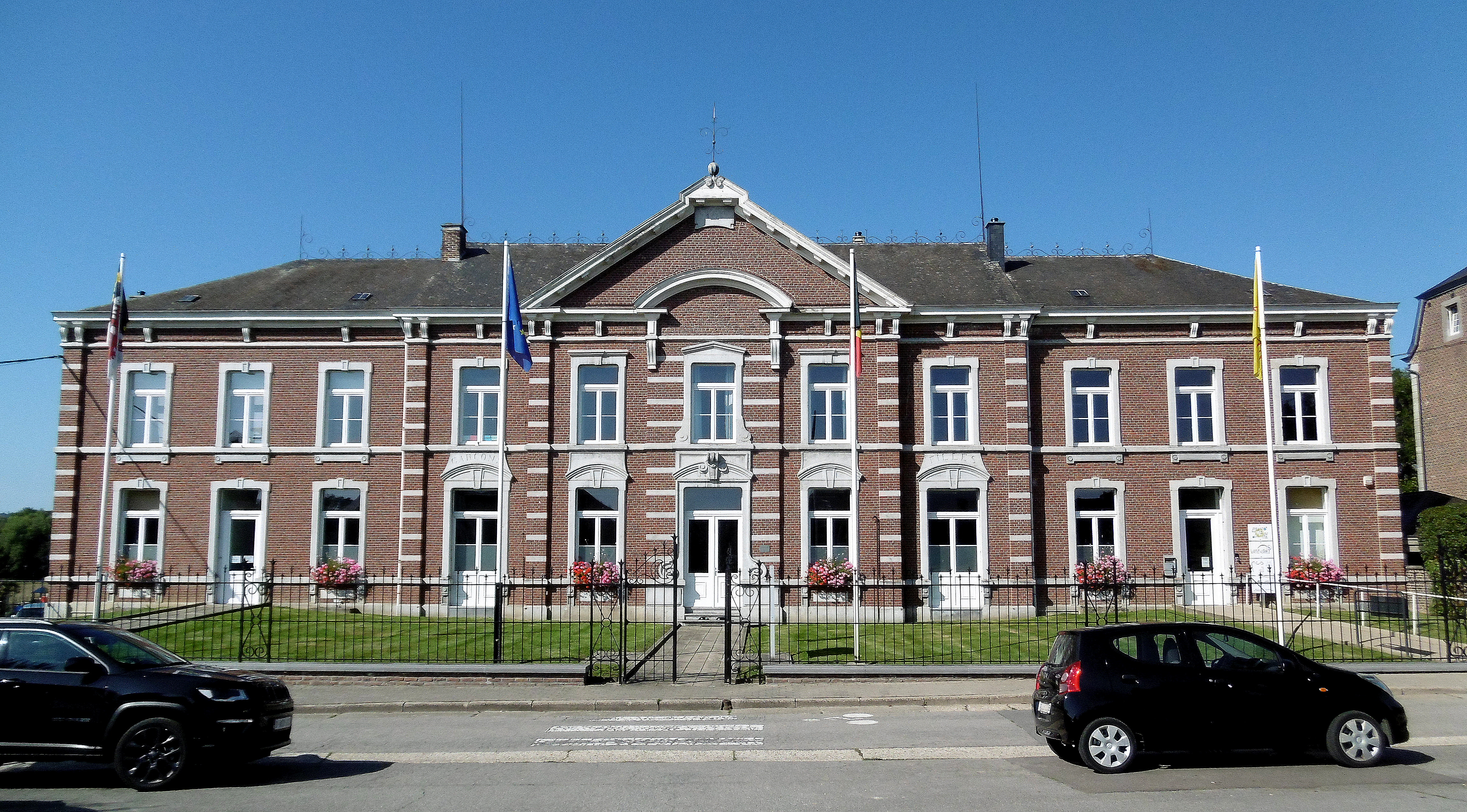
Gemeindehaus (Bibliothek)
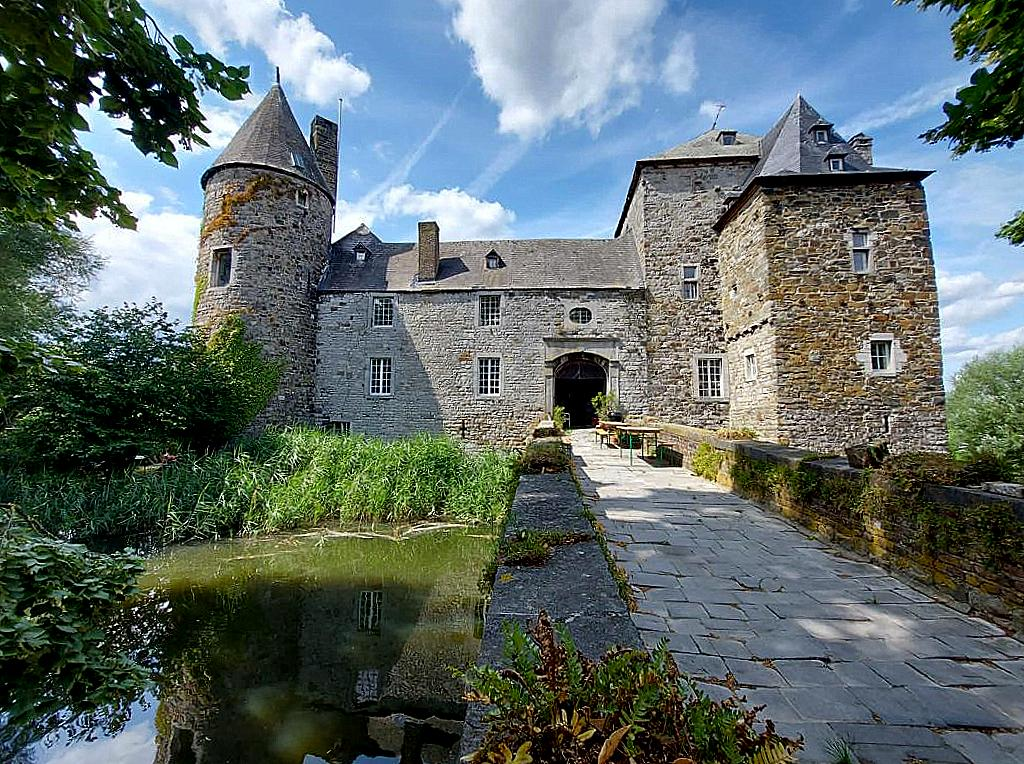
Burg Streversdorp
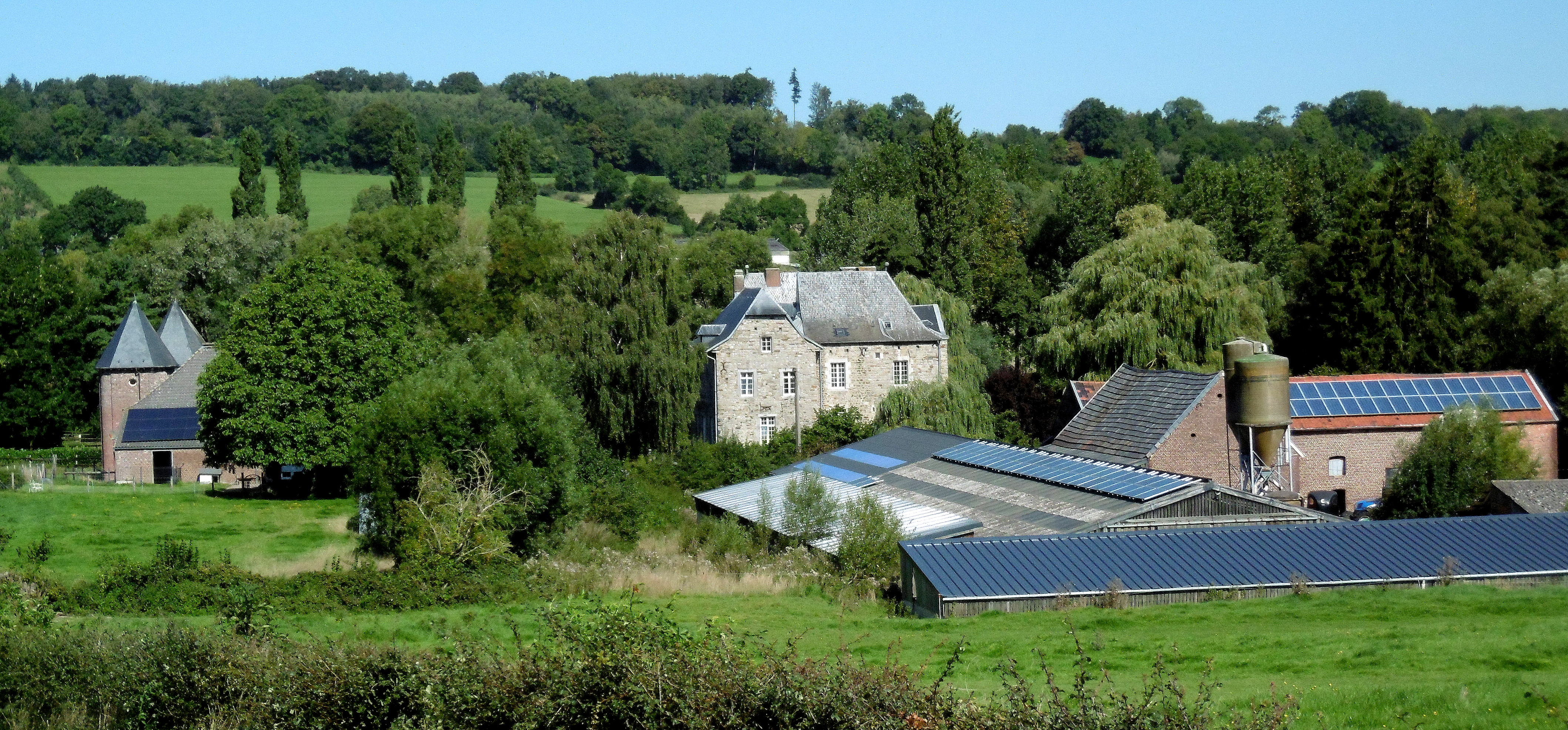
Haus Broich
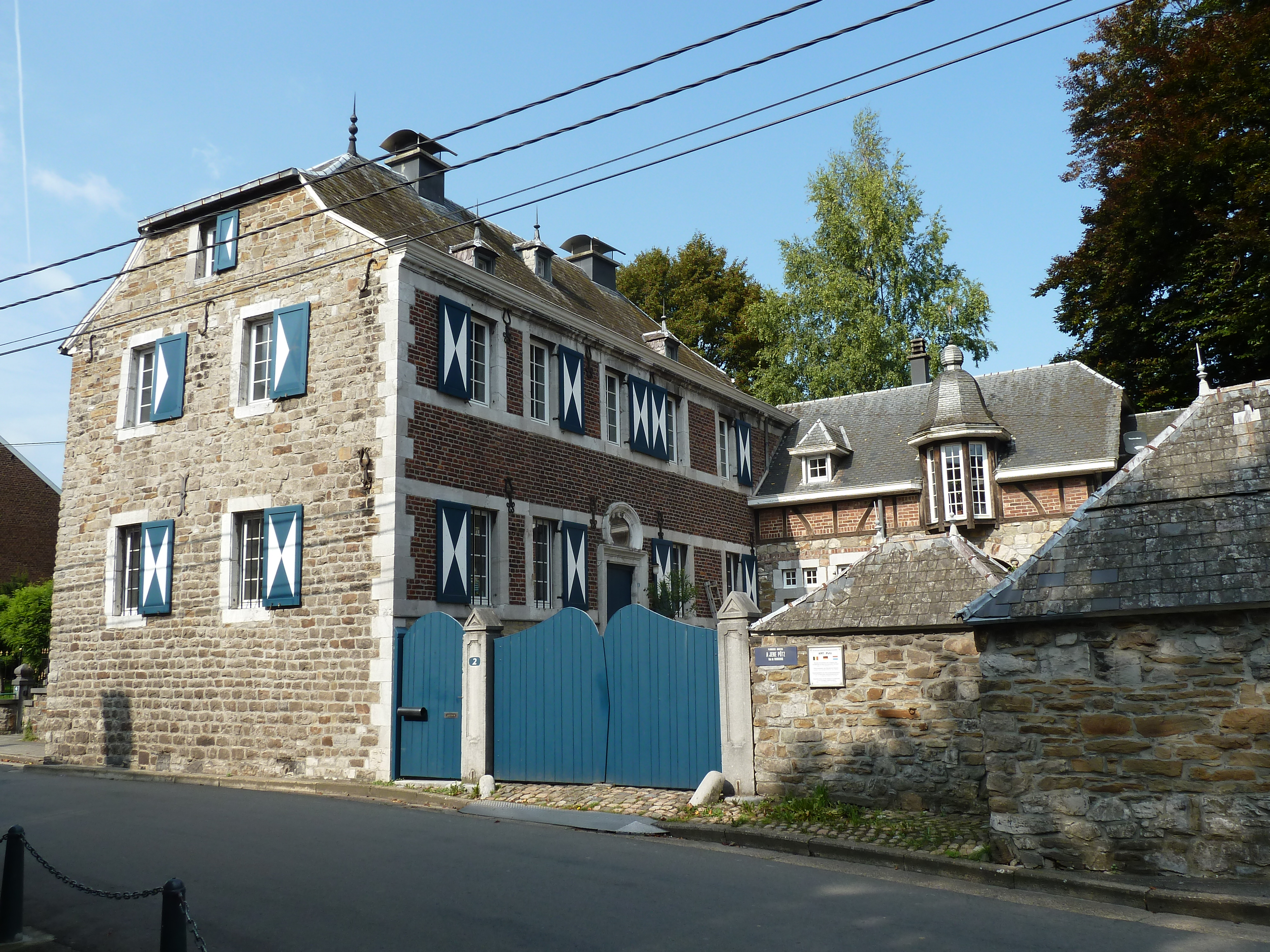
Maison Art Pütz mit Sammlung Dieter Schlusche und Skulpturenmuseum

## Verkehr
Nach Montzen ist die Eisenbahnstrecke Montzenroute benannt. Der Ort besaß hier einen strategisch wichtigen Rangierbahnhof, der 1915 im Ersten Weltkrieg unter deutscher Besatzung gebaut wurde, welcher früher bis zu 52 Gleise aufwies. Der Umschlagbahnhof hat seine Bedeutung verloren, wurde zurückgebaut und ist seit Beginn des 21. Jahrhunderts weitgehend stillgelegt. An der Bahnstrecke Welkenraedt–Montzen gab es vor 1917 den Haltepunkt Birken. Im Jahr 1917 wurde die Strecke von Birken nach Montzen-Gare an der neuen Montzenroute in Betrieb genommen sowie ein neuer Haltepunkt Montzen eröffnet, dieser ist heute stillgelegt.

## Persönlichkeiten
- Caspar Anton von der Heyden genannt Belderbusch (1722–1784), Deutschordensritter und Premierminister in Kurköln.
- Heinrich Bischoff (1867–1940), Germanist und Literaturkritiker